# Mattie
Mattie (piemonti nyelven Màtie) egy község Olaszországban, Torino megyében.

## Elhelyezkedése

Mattie község Torino megye térképén

Mattie a Susa-völgyben található, és a Susa- és Sangone-völgyi Hegyi Közösség részét képezi. A vele határos települések:Bussoleno, Fenestrelle, Meana di Susa, Roure és Susa.

## Fordítás
- Ez a szócikk részben vagy egészben  a   Mattie című olasz Wikipédia-szócikk fordításán alapul.  Az eredeti cikk szerkesztőit annak laptörténete sorolja fel. Ez a jelzés csupán a megfogalmazás eredetét és a szerzői jogokat jelzi, nem szolgál a cikkben szereplő információk forrásmegjelöléseként.